# Austroneurorthus
Austroneurorthus is een geslacht van insecten uit de familie van Nevrorthidae, orde netvleugeligen (Neuroptera).

## Soorten
Austroneurorthus omvat de volgende soorten:
- Austroneurorthus brunneipennis (Esben-Petersen, 1929)
- Austroneurorthus horstaspoecki U. Aspöck, 2004